# حريق عرس الجهراء
حريق عرس الجهراء، حدث في 15 أغسطس 2009 في إحدى خيم الأفراح في محافظة الجهراء بالكويت، ونتج عنه وفاة 56 شخص ما بين أطفال ونساء، ثم تقدمت زوجة العريس السابقة نصره يوسف محمد العنزي (1986 - 2017) إلى مخفر الفروانية واعترفت بارتكابها الجريمة من خلال إشعال النيران بخيمة العرس بواسطة مادة البنزين. واعترفت بفعلتها أمام المدير العام للمباحث الجنائية بإشعالها خيمة العرس بواسطة غالون وقود وكبريت، بهدف تخريب العرس، ولم تتوقع وفق إفادتها سقوط ضحايا. وجهت النيابة العامة للمتهمة تهمتي الحريق العمد والقتل العمد لضحايا الحريق بأن أعدت مادة قابلة للاشتعال «بنزين» ومصدرا حراريا «عود ثقاب» حيث قامت بسكب المادة البترولية على الخيمة وأضرمت النار فيها وبالمجني عليهن قاصدة قتلهن محدثة الإصابات الموصوفة في التحقيقات والتي أودت بحياتهن.
في 30 مارس 2010 أصدرت محكمة الجنايات في الكويت حكمها بالإعدام شنقاً للمتسببة بالحريق، وقد تم تنفيذ الحكم صباح 25 يناير 2017 بعد تصديق أمير دولة الكويت الشيخ صباح الأحمد الجابر الصباح على الحكم.
في 1 مارس 2025 نزلت اولى حلقات مسلسل وحوش وهو مسلسل عبارة عن أربع جرائم حصلت في الكويت، وكانت القصة الأولى في المسلسل قصة عرس النار وهي مستوحاة من حادثة حريق الجهراء.